# Gnamptogenys bruchi
Gnamptogenys bruchi es una especie de hormiga del género Gnamptogenys, categorizada en la tribu Ectatommini, de la subfamilia Ectatomminae. Fue descrita por Santschi en 1922.

## Distribución
Se distribuye por América del Sur: Argentina, Brasil y Paraguay.

## Hábitat
Habita en diversidad de bosques. Se ha encontrado a elevaciones de 133 hasta 170 m s. n. m.